# Buoltenjaure
Buoltenjaure är en sjö i Strömsunds kommun i Jämtland och ingår i Ångermanälvens huvudavrinningsområde. Sjön har en area på 0,152 kvadratkilometer och ligger 578,3 meter över havet. Buoltenjaure ligger i Frostvikenfjällen Natura 2000-område. Sjön avvattnas av vattendraget Storån (Risedeån).

## Delavrinningsområde
Buoltenjaure ingår i det delavrinningsområde (716563-143545) som SMHI kallar för Utloppet av Buoltenjaure. Medelhöjden är 657 meter över havet och ytan är 0,92 kvadratkilometer. Räknas de 5 avrinningsområdena uppströms in blir den ackumulerade arean 17,75 kvadratkilometer. Storån (Risedeån) som avvattnar avrinningsområdet har biflödesordning 3, vilket innebär att vattnet flödar genom totalt 3 vattendrag innan det når havet efter 307 kilometer. Avrinningsområdet består mestadels av skog (70 procent) och kalfjäll (14 procent). Avrinningsområdet har 0,15 kvadratkilometer vattenytor vilket ger det en sjöprocent på 16,1 procent.